# Kitej

Kitej (en russe : Китеж) ou Kitège selon une transcription vieillie, est une ville légendaire, qui se trouverait aujourd'hui dans le raïon de Voskressensk de l'oblast de Nijni Novgorod, en Russie.

## La légende

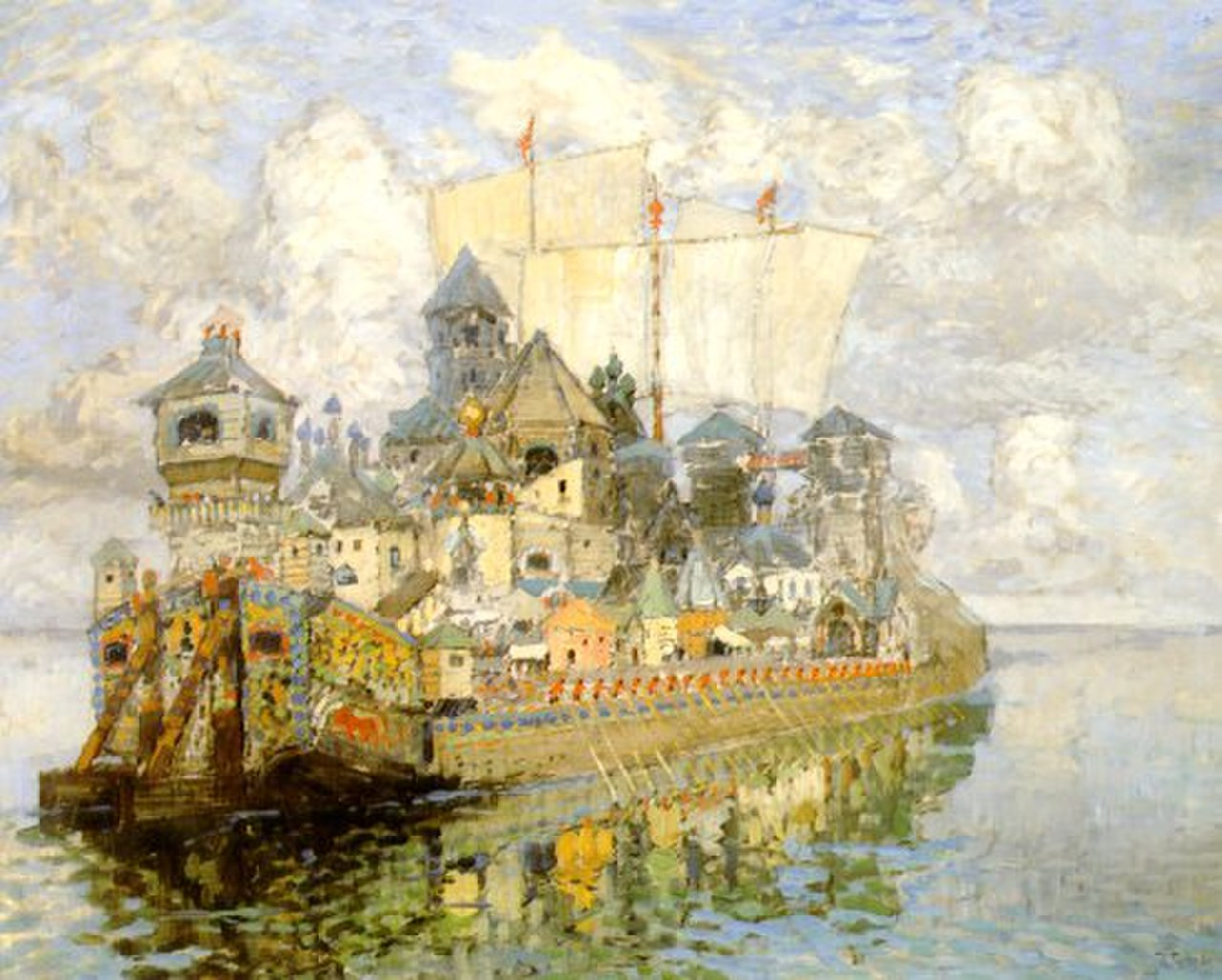
La ville de Kitej, par le peintre Constantin Gorbatov

La légende dit que Iouri II Vladimirski, grand prince de Vladimir, fut le premier à bâtir la ville de Maly Kitej (la petite Kitej) sur la Volga (aujourd'hui Krasny Kholm). Longtemps la ville de Kitej a été identifiée à tort avec Gorodets, qui a été fondée à peu près 30 ans avant la naissance de Iouri en 1189. Plus tard, le prince traversa les rivières Ouzola, Sanda, et Kerjenets et trouva un lieu magnifique sur les rives du lac Svetloïar, où il décida de bâtir la ville de Bolchoï Kitej (grande Kitej). D'après l'étymologie populaire, le nom de la ville viendrait de la résidence royale de Kidekcha (non loin de Souzdal), mise à sac par les guerriers mongols en 1237 ; Max Vasmer qualifie cette étymologie d'obscure.
Après avoir conquis plusieurs territoires russes, le Khan Batu entendit parler de Kitej et ordonna à son armée de s'y rendre. Les Mongols capturèrent rapidement Maly Kitej, forçant Iouri à battre en retraite dans les bois aux alentours de Bolchoï Kitej. L'un des prisonniers des Mongols parla de chemins secrets qui mèneraient au lac Svetloïar. L'armée suivit Iouri et rapidement s'avança pour trouver les murs de la cité. À la surprise des Mongols, la ville n'avait aucune fortification. Les citoyens n'avaient jamais eu l'intention de se défendre par eux-mêmes et commencèrent à prier avec ferveur, demandant à Dieu de pardonner leurs péchés. En voyant cela, les Mongols pressèrent leur attaque, mais furent stoppés. Soudainement, ils virent des fontaines d'eau surgir du sol tout autour d'eux. Les attaquants reculèrent et regardèrent la ville être submergée par les flots. La dernière chose qu'ils aperçurent fut le dôme brillant de la cathédrale avec la croix à son sommet. Ensuite, il n'y eut que des vagues.
Cette légende donna naissance à un nombre incroyable de rumeurs, pour la plupart prétendant qu'elle aurait survécu de nos jours. Il est dit que seuls ceux qui sont purs de cœur et d'âme pourront trouver le chemin pour se rendre à Kitej (nommé ironiquement Батыева тропа, le chemin de Batu). Il est aussi dit que par temps calme, on peut parfois entendre le son des cloches et des chants sous les eaux du lac Svetloïar. Plusieurs personnes disent que les individus les plus pieux peuvent aujourd'hui voir les feux des processions religieuses (nommées крестный ход) et les toits des bâtiments affleurant à la surface du lac. C'est pourquoi le lac Svetloïar est parfois appelé l'Atlantide russe.

## Kitej dans les arts

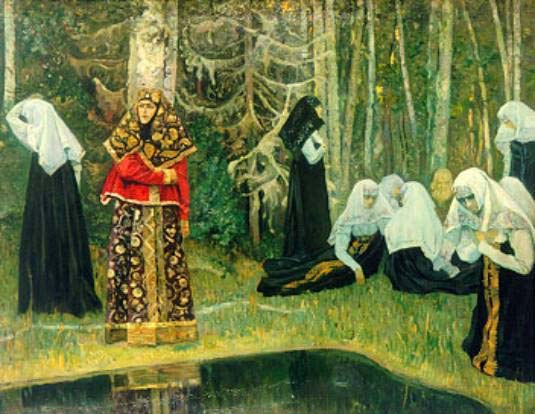
La légende de la cité invisible de Kitej ou Conte de fées, Mikhaïl Nesterov (1917-1922)

- Le tableau du peintre Mikhaïl Nesterov La légende de la cité invisible de Kitej(1917-1922) est une évocation picturale du sujet.
- Le roman Dans les forêts de l'auteur russe Pavel Melnikov-Petcherski fait de nombreuses évocations à l'origine et aux pèlerinages à la ville de Kitej. En particulier dans sa quatrième partie.
- L'opéra de Nikolaï Rimski-Korsakov, La Légende de la ville invisible de Kitège et de la demoiselle Fevronia (1907), est partiellement inspiré de la légende de Kitej.
- La ville est aussi mentionnée, parmi de nombreuses autres références au folklore russe, dans Le lundi commence le samedi, une nouvelle d'Arcadi et Boris Strougatski et le film qui en a été tiré, Tcharodeï.
- Kitej est aussi le titre d'une revue rassemblant des textes de réflexion philosophique et humaniste, qui se propose de « voir l'invisible, dire l'indicible, penser l'impensable »[1].
- Werner Herzog consacre une longue partie de son documentaire Les Cloches des profondeurs à la légende de Kitej. Le documentaire traite de la foi et du mysticisme en Russie.
- Colin Thubron, dans son ouvrage intitulé en français En Sibérie[2], fait référence à Kitej (Chapitre 7, Jours Derniers).
- La légende est au cœur de l'histoire du jeu vidéo Rise Of The Tomb Raider.